# Бойніковець
46°01′ пн. ш. 16°26′ сх. д. / 46.01° пн. ш. 16.43° сх. д.
Бойніковець (хорв. Bojnikovec) — населений пункт у Хорватії, у Копривницько-Крижевецькій жупанії у складі міста Крижевці.

## Населення
Населення за даними перепису 2011 року становило 219 осіб.
Динаміка чисельності населення поселення: